# One Morning Left
One Morning Left — финская группа, которая образовалась в 2008 году. Музыка представляет собой смесь пост-хардкора, скримо и электроники. Первые два EP альбома, «Panda <3 Penguin» и «Panda <3 Penguin Vol.2», группа издала своими собственными силами, однако полноценный альбом под названием «The Bree-TeenZ» вышел осенью 2011 года на лейбле Spinefarm Records. В 2012 году участвовали в записи песни «Transilvanian Cunthunger» немецкой электроникор-группы Eskimo Callboy для их альбома «Bury Me In Vegas». В 2013 году был выпущен второй полноценный альбом группы под названием «Our Sceneration». Известности группы способствует активность её слушателей, которые поддерживают музыкантов через интернет. Группа должна была участвовать в финском отборе на Евровидение-2025, но снялась с отбора и распалась после обвинений в педофилии вокалиста Мики Лахти.

## Состав
- Mika «Miksu» Lahti — экстрим-вокал (2008-2025)
- Veli-Matti «Vesku» Kananen — клавишные (2010-2025), бас-гитара (2013-2025)
- Ari «Arska» Levola — гитара (2010-2025)
- Leevi Luoto — гитара, чистый вокал (2014-2025)
- Niko Hyttinen — ударные (2014-2025)

### Бывшие Участники
- Tuomas Teittinen — бас-гитара
- Roni Harju — гитара
- Oula Maaranen — гитара
- Teemu Rautiainen — бас-гитара
- Valtteri Numminen — ударные
- Touku Keippilä — клавиши
- Tomi «Tomppa» Salonen — ударные, чистый вокал

## Дискография

### Альбомы
| Год  | Название             | Высшая позиция в чарте |
| Год  | Название             | FIN                    |
| ---- | -------------------- | ---------------------- |
| 2011 | The Bree-TeenZ       | 30                     |
| 2013 | Our Sceneration      | 45                     |
| 2016 | Metalcore Superstars | N/A                    |
| 2021 | Hyperactive          | N/A                    |
| 2024 | Neon Inferno         | N/A                    |

### EP
| Название                   | Дата выхода |
| -------------------------- | ----------- |
| Panda Loves Penguin        | 2008        |
| Panda Loves Penguin Vol. 2 | 2009        |

### Синглы
- 2011 – !liaf cipE
- 2014 – The Star of Africa
- 2015 – You're Dead, Let's Disco!
- 2016 – Metalcore Superstars Remixed
- 2020 – Neon Highway
- 2021 – Ruby Dragon
- 2021 – Sinners Are Winners
- 2021 – Ruthless Resistance
- 2021 – Creatvres
- 2021 – Beat It
- 2021 – Intergalactic Casanova
- 2022 – Tonight